# Bagganahalli, Chiknayakanhalli
Bagganahalli là một làng thuộc tehsil Chiknayakanhalli, huyện Tumkur, bang Karnataka, Ấn Độ.